# Nomen omen

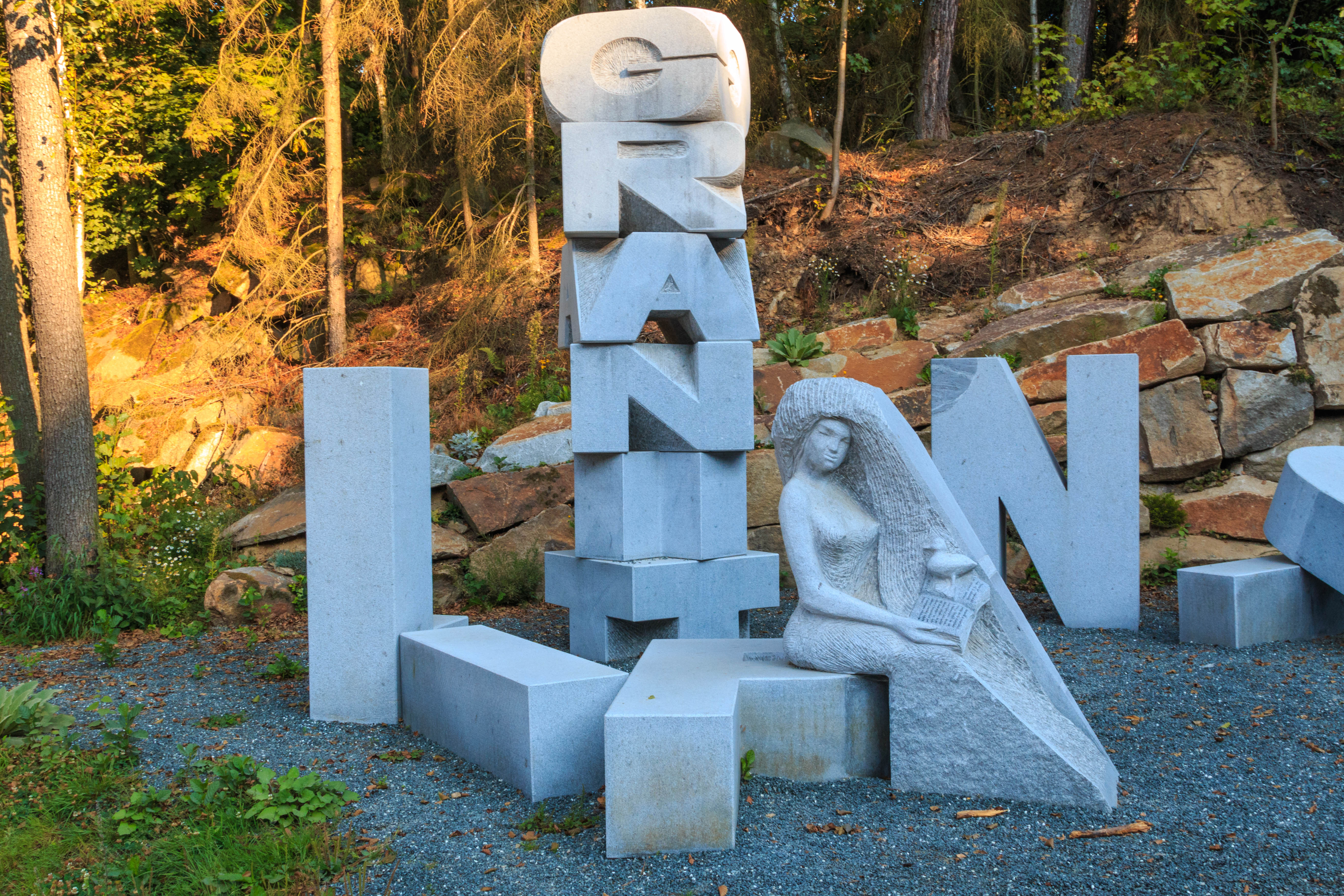
Monumento al nomen omen.

La frase nomen omen (al plurale nomina omina o nomina sunt omina) è una locuzione latina che, tradotta letteralmente, significa «il nome [è] augurio» «il nome è un presagio», «un nome un destino», «il destino nel nome», «di nome e di fatto», e deriva dalla credenza dei romani che nel nome della persona fosse indicato il suo stesso destino.

## Origine e utilizzo
La frase deriva originariamente dal poeta comico romano Plauto, che usò la frase nomen atque omen (ossia «nome e allo stesso tempo anche premonizione») in un passo della sua commedia Persa (Il persiano).
La locuzione è oggi impiegata, spesso in modo scherzoso, per fare riferimento a caratteristiche personali o professionali che sono richiamate dal nome stesso dell'individuo, ad esempio una persona allegra che si chiami Felice, una pescivendola di nome Alice, e così via.
Esiste anche una pratica divinatoria basata sull'interpretazione del nome, chiamata onomanzia.

## Altre forme
La locuzione è anche nota nella forma nomina sunt consequentia rerum («i nomi sono conseguenti alle cose») presente nelle Institutiones di Giustiniano (Libro II, 7, 3), ma in questo caso ci si riferisce ai nomi delle cose del mondo. Tale espressione è ripresa nella Vita Nova di Dante (Capitolo XIII, 4), però applicata nel contesto dell'amore.
Nella forma conveniunt rebus nomina saepe suis («spesso i nomi sono appropriati alle cose e persone cui appartengono») si ritrova nella commedia elegiaca De Paulino et Polla di Riccardo da Venosa (vv. 411-412).